# Ministri presidenti del Meclemburgo-Pomerania Anteriore
Il Ministro presidente del Meclemburgo-Pomerania Anteriore (in tedesco: Mecklenburg-Vorpommern Ministerpräsident) è il capo del governo del Land tedesco del Meclemburgo-Pomerania Anteriore

## Elenco
| Immagine | Ministro presidente (nascita-morte) | Partito | Mandato                          |
| -------- | ----------------------------------- | ------- | -------------------------------- |
|          | Alfred Gomolka (1942)               | CDU     | 27 ottobre 1990 – 19 marzo 1992  |
|          | Berndt Seite (1940)                 | CDU     | 19 marzo 1992 – 3 novembre 1998  |
|          | Harald Ringstorff (1939)            | SPD     | 3 novembre 1998 – 6 ottobre 2008 |
|          | Erwin Sellering (1949)              | SPD     | 6 ottobre 2008 – 4 luglio 2017   |
|          | Manuela Schwesig (1974)             | SPD     | 4 luglio 2017 – in carica        |